# Barcode Battler
La Barcode Battler (バーコードバトラー?) (Batalla del código de barras) es una consola de juegos portátil lanzada por Epoch Co. en marzo de 1991 en Japón y, más tarde, en Europa: se trata de una consola dedicada con una pantalla de cristal líquido en la que aparecen números y un lector de código de barras para pasar unas tarjetas incluidas (cada una con un código) con personajes y objetos a utilizar en los combates; el lector permite leer cualesquiera códigos de otros productos para obtener nuevos elementos de juego.
La consola al por menor se suministró con varias tarjetas, cada una de las cuales tenía un código de barras. Al comenzar el juego, el jugador debe deslizar un código de barras que representa a un jugador. El juego usa códigos de barras para crear un personaje para que el jugador lo use. No todos los códigos de barras funcionan como jugadores; en su lugar, algunos representan enemigos o potenciadores. Debido a la ubicuidad de los códigos de barras en la vida cotidiana, se alentó a los jugadores a ir más allá de los códigos de barras proporcionados con el juego y a experimentar para encontrar sus propios monstruos de código de barras y mejoras de productos cotidianos como alimentos y productos de limpieza.
Una vez que se inicia el juego en sí, los personajes "luchan" unos contra otros. Las estadísticas de los personajes se aplicaron a un algoritmo que contiene un generador de números aleatorios para determinar el resultado de cada ronda en la lucha.

## Historia
El Barcode Battler original era una consola blanca lanzada exclusivamente en Japón en 1991. Presentaba un escáner de código de barras con el que se podían escanear las tarjetas que venían con la consola o un código de barras de cualquier producto. La consola decodificó los números en estadísticas para Héroes, Enemigos o uno de varios tipos de Objetos. Luego luchaste con ellos en una campaña contra la computadora (modo COM), una serie de luchas contra las cartas enemigas (modo B1) o un duelo multijugador uno a uno (modo B2).
Las batallas en esta máquina son mucho más simples que su sucesora, con soporte solo para "Soldiers" (renombrado en el lanzamiento mundial como "Warriors") y puntos de supervivencia infinitos.
En 1992, una unidad sucesora llamada Barcode Battler II (ver abajo) fue lanzada en todo el mundo, presentando capacidades de interfaz con Famicom y Super Famicom.

## Popularidad
El Barcode Battler fue muy popular en Japón, la idea de experimentar y recolectar códigos de barras para descubrir qué equipararían en el mundo de los juegos disparó la imaginación de muchas personas.
Fuera de Japón, fue un fracaso masivo; fue promocionado y vendido en tiendas junto con Game Boy y Game Gear, al que tuvo algunas similitudes superficiales. En comparación, la jugabilidad de Barcode Battler era repetitiva, no presentaba gráficos, efectos de sonido o controles, y el público general de juegos lo olvidó rápidamente.
Sin embargo, el lanzamiento de dispositivos como el e-Reader de Nintendo, así como juegos de códigos de barras en salas recreativas del Reino Unido como Dinosaur King y Love and Berry han demostrado que ahora hay un interés en el mercado. El Barcode Battler creció en popularidad en Japón tanto que se crearon tarjetas de edición especial. Estas cartas eran personajes de Super Mario, Legend of Zelda y muchos otros. Tenían sus propios códigos de barras y estadísticas y poderes únicos. Se produjeron tarjetas de edición especial con licencia de Nintendo para ambas series de Mario, y la serie The Legend of Zelda. Otras versiones de edición especial fueron encargadas por Falcom (para Lord Monarch / Dragon Slayer) y NTV (para la serie Doraemon)

## Barcode Battler II
La popularidad del Barcode Battler fue tal que en 1992, le siguió una portátil llamada Barcode Battler II (バーコードバトラーII?) (バーコードバトラーII?) fue diseñado para proporcionar una funcionalidad mejorada 
Presentaba un modo extendido para un jugador, una variedad más amplia de elementos del juego y un puerto de salida diseñado con capacidades de interfaz, una característica que Nintendo aprovechó para licenciar la unidad de interfaz Barcode Battler II. La Interfaz BBII permitió que Barcode Battler se conectara a Famicom y Super Famicom (a través de un adaptador) consolas similares a la forma en que Game Boy Player permite la interacción de Nintendo GameCube con el e-Reader. La funcionalidad de Barcode Battler II en esta conexión era puramente como un lector de código de barras y la jugabilidad dependía del cartucho del juego en la máquina a la que estaba conectado.
En algún momento de 1992/1993, Epoch lanzó Barcode Battler II en todo el mundo, bajo el nombre de Barcode Battler. Básicamente, la versión mundial difería del modelo japonés en sólo el diseño de la pantalla LCD: tenía una interfaz en inglés en lugar de una japonesa. Todavía tenía el puerto de salida, pero ningún juego es compatible con versiones japonesas. Además, las ilustraciones de los manuales y las tarjetas de códigos de barras diferían para adaptarse a la audiencia de los juegos occidentales.

### Juegos interconectados
Debido a la relación profesional entre Epoch Co. y Nintendo, Epoch diseñó una serie de juegos para Famicom y Super Famicom que requerían el uso del Barcode Battler II y la interfaz BBII para jugar o disfrutar de funciones mejoradas. Estos juegos incluyen:
- Barcode World (バーコードワールド?) (バーコードワールド 'Barcode World'?)[8] (NES, 1992)
- Barcode Battler Senki: Super Senshi Shutsugeki Seyo! (バーコードバトラー戦記 スーパー戦士出撃せよ!?) (バーコードバトラー戦記 スーパー戦士出撃せよ! 'Barcode Battler Senki: Super Senshi Shutsugeki Seyo!'?) (SNES, 1993)
- Dragon Slayer II (ドラゴンスレイヤーII?) (ドラゴンスレイヤーII 'Dragon Slayer II'?) (SNES, 1993)
- Hatayama Hatch no Pro Yakyuu News! Jitsumei Han (はた山ハッチのパロ野球ニュース！実名版?) (はた山ハッチのパロ野球ニュース！実名版 'Hatayama Hatch no Pro Yakyuu News! Jitsumei Han'?) (SNES 1993)
- Doraemon 2: Nobita's Great Adventure Toys Land (ドラえもん2 のび太のトイズランド大冒険?) (ドラえもん2 のび太のトイズランド大冒険 'Doraemon 2: Nobita's Great Adventure Toys Land'?) (SNES 1993)
- J-League '94 (Jリーグ94?) (Jリーグ94 'J-League '94'?) (SNES, 1994)
- Doraemon 3: Nobita and the Jewel of Time (ドラえもん3 のび太と時の宝玉?) (ドラえもん3 のび太と時の宝玉 'Doraemon 3: Nobita and the Jewel of Time'?) (SNES, 1994)
- Lupin III: Densetsu no Hihō wo Oe! (ルパン三世 伝説の秘宝を追え!?) (ルパン三世 伝説の秘宝を追え! 'Lupin III: Densetsu no Hihō wo Oe!'?) (SNES, 1994)
- The Amazing Spider-Man: Lethal Foes (スパイダーマン リーサルフォーズ?) (スパイダーマン リーサルフォーズ 'The Amazing Spider-Man: Lethal Foes'?) (SNES, 1995)
- J-League '95 (Jリーグ95?) (Jリーグ95 'J-League '95'?) (SNES, 1995)
- Donald Duck no Mahō no Bōshi (ドナルドダックの魔法のぼうし?) (ドナルドダックの魔法のぼうし 'Donald Duck no Mahō no Bōshi'?) (SNES, 1995)
- Alice no Paint Adventure (アリスのペイントアドベンチャー?) (アリスのペイントアドベンチャー 'Alice no Paint Adventure'?) (SNES, 1995)